# Ворон-обманщик
«Ворон-обманщик» — российский рисованный мультфильм 2005 года, созданный на студии «Пилот» при участии Продюсерской компании «Аэроплан». Режиссёр Андрей Кузнецов создал его по мотивам ительменской народной сказки.
Мультфильм входит в мультсериал «Гора самоцветов». В начале мультфильма — пластилиновая заставка «Мы живём в России — Ительмены».

## Сюжет
Давно это было. Много зим назад. На самом берегу моря рядом с высокой горой в яранге собака жила. Рыбку ловила, варила, однако... А на дереве ворон жил. Яранги у него никогда и не было. И работать ворон не любил. Всё у соседей воровал. И вот захотел ворон краба поймать. Тут, однако, крабы сами ворона поймали. Держат и не отпускают. Ворон пообещал им вкусную рыбу и улетел совсем.
А собака много рыбы наловила и принесла в свою ярангу. Однако ворон тут как тут, и говорит собаке: «А там за горой крабы кита делят, его море принесло». Поверила собака и побежала, а ворон всю её рыбу и съел. Вернулась собака, а ворон кричит: «Твою рыбу лиса утащила». Пошла собака и лису котелком стукнула. Проголодался ворон и решил ещё раз собаку обмануть. Говорит ей: «Пойдём с горы кататься. Кто быстрее съедет, тому сеть достанется». Съехали с горы, и собака в море упала, а ворон полетел её припасы есть.
В другой раз попытался ворон обмануть человека, что рыбу ловил в проруби. Но человек понял, что этот ворон — обманщик. Сказал, что в этой проруби рыба хорошо ловится на вороний хвост, и ушёл. Ворон опустил свой хвост в воду и размечтался, а хвост и примёрз.
А собаке крабы помогли на льдине до берега доплыть. Собака и говорит ворону: «Ты меня обманул, за это тебе и наказание». И настоящие крабы не любят обманщиков, однако. Увидев лису, ворон так рванулся, что хвост у него оторвался. А лиса вытащила вороний хвост вместе с рыбой, и ушла. Не любит никто бездельников.

## Создатели
| Авторы сценария                       | Александр Татарский, Георгий Заколодяжный |
| Режиссёр и Художник-постановщик       | Андрей Кузнецов |
| Композитор                            | Георгий Андриянов |
| Звукорежиссёр                         | Владислав Тарасов |
| Актёр                                 | Александр Пожаров |
| Аниматоры                             | Екатерина Грушина, Оксана Тен, Майя Бузина, Мария Парфёнова, Марина Антонова, Елена Голянкова, Дмитрий Андреев, Андрей Кузнецов |
| Художники                             | Андрей Кузнецов, Святослав Ушаков |
| Ассистент режиссёра                   | Оксана Фомушкина |
| Съёмка и спецэффекты                  | Алексей Ганков, Мария Кулланда, Анастасия Шиляева |
| Директор картины                      | Игорь Гелашвили |
| Продюсеры                             | Ирина Капличная, Георгий Васильев |
| Над пластилиновой заставкой работали: | - Автор текста — Александр Татарский - Режиссёр — Сергей Меринов - Художник-постановщик — Галина Голубева - Композитор — Лев Землинский - Актёр — Александр Леньков - Аниматоры — Наталья Соколова, Елена Голянкова - Оператор-монтажёр — Андрей Пучнин |
| Художественный совет проекта          | Эдуард Назаров, Александр Татарский, Михаил Алдашин, Валентин Телегин, Георгий Заколодяжный |
| Руководитель проекта                  | Александр Татарский |
| Генеральный продюсер проекта          | Игорь Гелашвили |

## Фестивали
- 2006 — XI Открытый Российский Фестиваль анимационного кино в Суздале: премьера и 6 место в профессиональном рейтинге.[1]
- 2006 — XI Международный фестиваль детского анимационного кино «Золотая рыбка»: Официальный приз фестиваля: Гран-при — цикл «Гора самоцветов», худ.рук. Александр Татарский.[2]

## Отзыв критика
Кстати, о севере. Ительменская сказка «Ворон-обманщик» Андрея Кузнецова восхитила своим стилем (небо в орнаменте из животных и птиц), иронией (закадровый голос тонко пародирует манеру общения северного народа), звукорядом (музыку записала новосибирская группа «Буготак»). Порадовали гэги, которые органично вписались в неторопливое повествование. «Настоящие крабы не любят обманщиков!» — заявляют членистоногие, выстраиваются в пирамидку и самым маленьким крабиком бьют Ворона по башке. Но главной удачей фильма стала Лиса — этакая старая чукча, молчаливо сносящая несправедливые обвинения и побои.
— Сергей Капков (Утро.ру)